# 平出慶道
平出 慶道（ひらいで よしみち、1930年3月24日 - ）は、日本の法学者。専門は商法。学位は、法学博士（1962年）。弁護士（第一東京弁護士会、平出慶道法律事務所）。名古屋大学名誉教授。元西村あさひ法律事務所顧問（カウンセル）。鈴木竹雄門下。弟子に青竹正一など。

## 学説
手形法における手形理論において、師である鈴木と同じく二段階創造説を採った上で、前田庸の手形権利移転行為有因論を更に発展させ、手形授受の当事者間では有因であるが、第三者との間では無因であるとして相対的有因論を提唱する。手形振出人に意思の欠缺、意思表示の瑕疵のある場合の事例は、前田説では、手形権利移転行為の当事者ではない第三者は善意・無重過失である場合に善意取得によって保護されるのと異なり、過失が有無を問わず善意でありさえすれば保護されることになり、より手形の流通保護に厚い見解となっている。

## 学歴・経歴
- 1952年 東京大学法学部卒
- 1952-1955年 東京大学大学院研究奨学生（特別研究生）
- 1957年1月-1962年 北海道大学助教授
- 1958-1960年 フルブライト法により米国ミシガン大学ロー・スクール留学
- 1960-1973年 日本海法学会理事
- 1960-1972年 日本空法学会理事
- 1962年3月 法学博士の学位を取得
- 1962年6月-1973年 北海道大学法学部教授
- 1963年4月- 北海道大学法学研究科担当
- 1969年8月- 北海道大学評議員
- 1971-1973年 日本私法学会理事
- 1973年9月-1991年 名古屋大学法学部教授
- 1973-2005年 日本空法学会理事
- 1975年4月-1977年 名古屋大学評議員
- 1976-1984年 日本私法学会理事
- 1981年4月- 名古屋簡易裁判所民事調停委員
- 1981-1983年 学術審議会専門委員
- 1983年2月- 公認会計士第二次試験委員
- 1984年4月-1986年 名古屋大学法学部長・同大学大学院法学研究科長
- 1987年1月- 司法試験考査委員
- 1990-1995年 筑波大学社会科学系教授、同大学大学院担当
- 1990-2000年 日本海法学会理事
- 1991年- 日本法律家協会会員
- 1992年4月-1994年 筑波大学大学院経営・政策科学研究科副長（企業法学専攻担当）
- 1993年4月 名古屋大学名誉教授
- 1995年4月-2000年3月 中央大学法学部教授、同大学大学院法学研究科担当
- 2000年5月 弁護士登録（第一東京弁護士会）。松田松浦法律特許事務所入所
- ? あさひ・狛法律事務所に移籍
- 2007年7月 統合に伴い西村あさひ法律事務所に移籍
- 2008年 同退職
- 2009年4月 瑞宝中綬章受章[3]

## 著書
- 『体系商法事典』（共著、青林書院新社、1974年）
- 『商行為法〔第2版〕』（青林書院現代法律学全集17、1989年）
- 『手形法小切手法』(有斐閣、1990年)